# Cavallino (costellazione)
Il Cavallino (in latino Equuleus) è la seconda costellazione più piccola del cielo tra le 88 definite in epoca moderna, più grande solo della Croce del Sud.
Nonostante la sua piccolezza e la mancanza di stelle luminose (nessuna supera la quarta magnitudine), è conosciuta fin dall'antichità ed era compresa tra le 48 costellazioni di Tolomeo.

## Caratteristiche

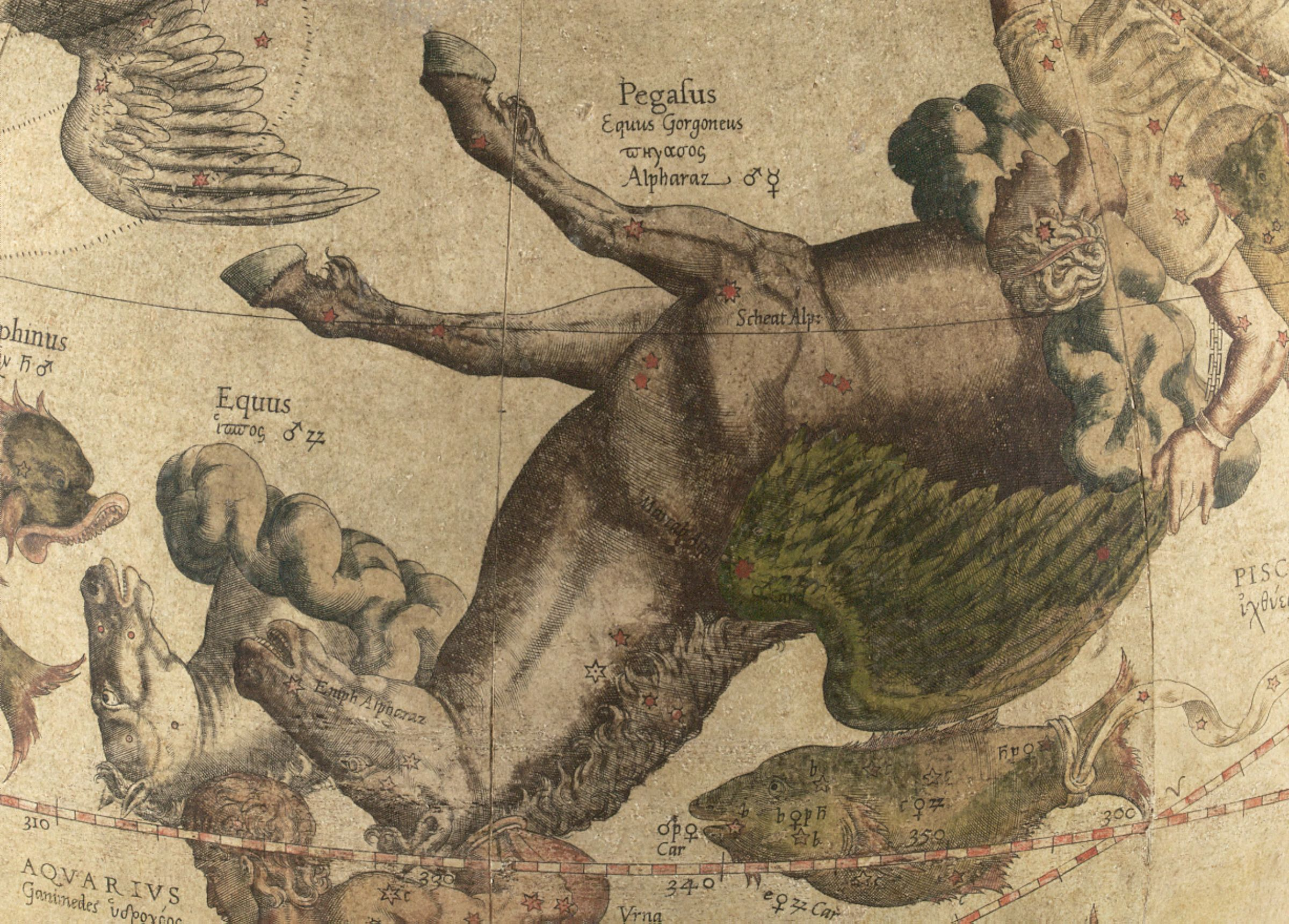
Pegaso e Cavallino illustrate dal Mercatore.

La costellazione del Cavallino è una delle più sfuggenti della volta celeste, sia a causa delle sue ridotte dimensioni che per la scarsa brillantezza delle sue stelle principali; può essere individuata a partire dal Delfino, la cui forma caratteristica è facilmente distinguibile nei cieli estivi boreali, e spostandosi di una decina di gradi in direzione sudest. La sua stella principale, Kitalpha, è solo di quarta magnitudine, mentre le altre stelle visibili ad occhio nudo sono quasi tutte di quinta e sesta grandezza.
Il periodo più propizio per la sua osservazione nel cielo serale ricade nei mesi compresi fra giugno e dicembre; la posizione della costellazione, molto prossima all'equatore celeste, fa sì che essa sia facilmente osservabile da tutte le aree popolate della Terra. Dall'emisfero nord è visibile alta nel cielo nelle sere e nottate tardo-estive, quando transita sopra l'orizzonte sud.

### Stelle principali
- Kitalpha (α Equulei) è una gigante gialla di magnitudine 3,91 distante 186 anni luce; è una binaria spettroscopica.
- δ Equulei è una nana gialla di magnitudine 4,47 distante 60 anni luce, anch'essa binaria spettroscopica.
- γ Equulei è una gigante gialla di magnitudine 4,70 distante 115 anni luce.

### Stelle doppie
L'unica stella doppia di facile osservazione è la ε Equulei, la quale è composta da due stelle di quinta e settima magnitudine, entrambe gialle; la componente primaria è a sua volta una doppia molto stretta e non risolvibile con uno strumento amatoriale.
Una coppia apparente è invece formata dalla stella γ Equulei e dalla vicina 6 Equulei, risolvibile con un binocolo.
| Principali stelle doppie |                                          |                                          |             |             |                                 |        |
| Nome                     | Coordinate equatoriali all'epoca J2000.0 | Coordinate equatoriali all'epoca J2000.0 | Magnitudine | Magnitudine | Separazione (in secondi d'arco) | Colore |
| Nome                     | AR                                       | Dec                                      | A           | B           | Separazione (in secondi d'arco) | Colore |
| ε Equulei AB-C           | 20h 59m 05s                              | +04° 17′ 42″                             | 5,42        | 7,35        | 10,4                            | g + g  |

### Stelle variabili
Le ridotte dimensioni della costellazione non le consentono di contenere un gran numero di stelle variabili; la più luminosa è la γ Equulei una variabile pulsante che oscilla solo di pochi decimi di magnitudine nel giro di pochi minuti. Al binocolo è possibile apprezzare le oscillazioni della stella S Equulei, una variabile a eclisse nel cui minimo principale cala di ben due magnitudini.
| Principali stelle variabili |                                          |                                          |             |             |                  |          |
| Nome                        | Coordinate equatoriali all'epoca J2000.0 | Coordinate equatoriali all'epoca J2000.0 | Magnitudine | Magnitudine | Periodo (giorni) | Tipo     |
| Nome                        | AR                                       | Dec                                      | Max.        | Min.        | Periodo (giorni) | Tipo     |
| S Equulei                   | 20h 57m 13s                              | +05° 04′ 49″                             | 8,0         | 10,0        | 3,4361           | Eclisse  |
| γ Equulei                   | 21h 10m 21s                              | +10° 07′ 55″                             | 4,58        | 4,77        | 0,0087           | Pulsante |

## Oggetti del profondo cielo
L'unico oggetto di facile osservazione nel Cavallino è la galassia NGC 7015, di dodicesima magnitudine e visibile con un potente telescopio come una macchia chiara di forma circolare.
| Principali oggetti non stellari |                                          |                                          |          |             |                                        |              |
| Nome                            | Coordinate equatoriali all'epoca J2000.0 | Coordinate equatoriali all'epoca J2000.0 | Tipo     | Magnitudine | Dimensioni apparenti (in primi d'arco) | Nome proprio |
| Nome                            | AR                                       | Dec                                      | Tipo     | Magnitudine | Dimensioni apparenti (in primi d'arco) | Nome proprio |
| NGC 7015                        | 21h 05m 37s                              | +11° 24′ 50″                             | Galassia | 12,4        | 1,9 x 1,6                              |              |

## Mitologia
Questa piccola costellazione è collocata di fianco a Pegaso e rappresenta il puledro che il dio Hermes o Mercurio per i Romani, il messaggero degli dei, donò al Dioscuro (figlio di Zeus) Castore, famoso cacciatore e domatore di cavalli.